# Arnau Mir de Pallars Jussà

Els territoris d'Arnau Mir a la mort de Ramon Berenguer III (1131).

Arnau Mir de Pallars Jussà (o Arnal) (ca. 1113 - 1174) fou comte de Pallars Jussà entre el 1124 i el 1174. En aquest temps reviscolaren velles pugnes amb els comtats veïns, sobretot amb el de Pallars Sobirà i el d'Urgell, cosa que comportà en més d'una ocasió la intervenció reial. Aquesta dependència va comportar finalment que el comte Arnau Mir es declarés feudatari del comte-rei català, buscant la fi de tanta conflictivitat.

## Família
Era fill del comte Arnau Ramon I de Pallars Jussà i d'Almodis de Cerdanya; i, per tant, cosí de la que seria l'última comtessa del Pallars Jussà: Dolça de So. Existeix una obra contemporània a Arnau Mir que conté una genealogia de la seva família: Memoria renovata.
Inicialment es va casar amb Estefania d'Urgell (filla del comte d'Urgell Ermengol VI i Arsenda de Cabrera). Però la va repudiar per casar-se després amb Òria d'Entença, filla de Bernat d'Entença senyor d'Alcolea. El 1149 el matrimoni va signar un document de convinença. D'aquesta segona unió nasqueren:
- l'infant Ramon VI de Pallars Jussà (?-1178), comte de Pallars Jussà
- l'infant Arnau de Pallars Jussà

Cal remarcar que en el seu primer testament, del 1164, Arnau Mir facultava l'orde de l'Hospital perquè triés qui havia de succeir-lo; però les pressions dels seus familiars feren que el 1171 ordenés un segon testament anul·lant aquesta disposició.

## Biografia
Tot i que el seu pare també havia estat comte, Arnau Mir va obtenir la corona comtal del Pallars Jussà el 1124 quan va succeir el seu oncle Bernat Ramon I, que havia mort sense fills mascles. De totes maneres hom apunta que fou el 1126.

### El vassallatge a Barcelona
El comtat de Pallars era teòricament vassall dels reis aragonesos. Així mateix ho admetia Arnau Mir el 1131 en un document signat per ell que descrivia els dominis del rei Alfons el Bataller: «regnava a Aragó i a Pamplona, a Aran, a Pallars i a Ribagorça.». En canvi, el ja citat Memoria renovata (contemporani als fets) tendeix a descriure Arnau Mir com un dels poderosos nobles del Pirineu que es resistien al domini tant del regne d'Aragó com del de Navarra. De fet, Arnau Mir fou un dels intermediaris que van gestionar les negociacions que dugueren aquest regne sense hereu a vincular-se amb el comtat de Barcelona el 1137, adoptant Ramon Berenguer IV com a príncep. No és estrany que tingués la confiança tant de Ramir II el Monjo com de Ramon Berenguer IV: arribant a figurar entre els magnats que signaven l'acta matrimonial del comte barceloní amb Peronella d'Aragó, així com diversos altres documents de la casa reial catalanoaragonesa. Va ostentar la tinença de diverses poblacions dels sobirans: Fantova, Buil, Lasquarri, Lluçars, Castro, Ricla, Cabanyes i Fraga.
El 1147 era un dels membres de l'expedició cristiana del rei de Castella que va ocupar temporalment la ciutat d'Almeria. Probablement també era present a la conquesta de Tortosa l'any següent, però amb tota seguretat va participar en la conquesta de Lleida el 1149, liderada pel mateix Ramon Berenguer IV i el comte d'Urgell Ermengol VI. El 1153 es declarà feudatari del comte de Barcelona i rei d'Aragó.
Ja en temps del primer comte-rei Alfons el Cast, Arnau Mir va lluitar a la guerra contra Navarra, però el 1154 va caure presoner del rei Sanç VI. Per aquest motiu, durant la seva absència va posar el comtat sota la protecció dels senyors d'Erill, amb els quals havien pactat una pau i treva mútua. Un cop alliberat, el rei Alfons li va agrair llur implicació confiant-li la ciutat de Fraga, tot i que al seu torn ell va cedir-ne la tinença al seu vassall Ramon III d'Erill. Aquesta població havia estat conquerida també el 1149, paral·lelament a la de Lleida.

### La rivalitat amb els Erill

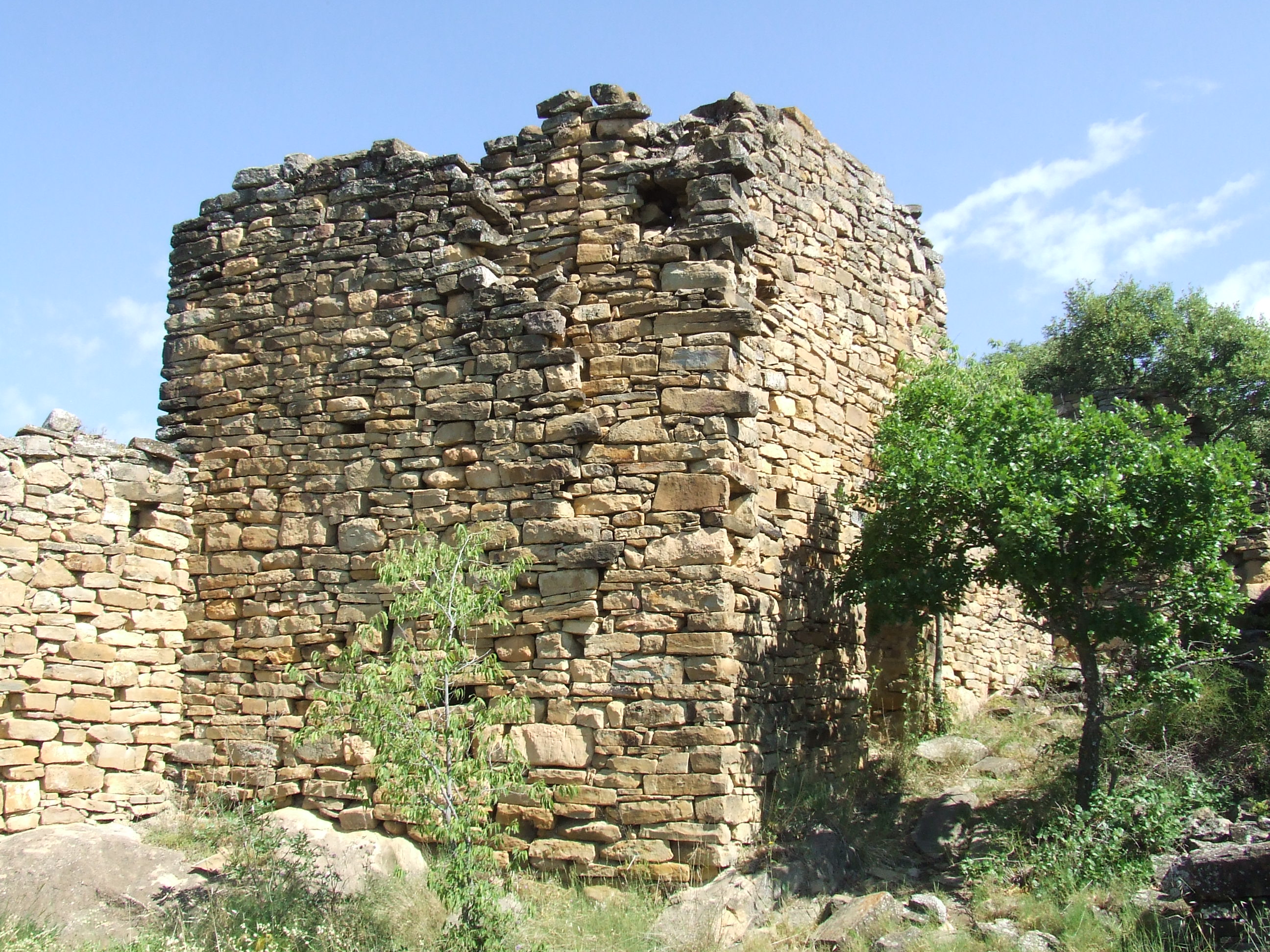
Ruïnes del Castelló d'Encús.

Malgrat el teòric vincle de vassallatge que hi havia dels senyors d'Erill respecte els comtes de Pallars, sembla que els Erill van aprofitar l'absència d'Arnau Mir quan era empresonat a Navarra per perjudicar-lo. Es conserven 2 documents que narren una relació més aviat violenta: L'un es conserva incomplet, i és el pacte (iuditium) al qual finalment van arribar uns anys després. L'altre és una llista dels greuges que Ramon III d'Erill hauria infligit al seu senyor Arnau Mir de Pallars Jussà, i que inclou també una llista dels ostatges que els Erill van cedir a Arnau Mir com a garantia de pagament dels deutes contrets. Els greuges relatats eren:
1. Segrestar el portaestendard del comte, Berenguer de Benevent, i saquejar-ne llurs terres produint un dany valorat en 995 florins d'or. Els Erill s'hi van atrevir malgrat que Arnau Mir havia emès expressament una ordre de protecció específica per a Benevent.
2. Robar 990 ovelles dels pobladors del comte i del rei que viuen al terme de Fraga, població que els Erill en tenien la tinença en nom d'Arnau Mir, i aquest la tenia en nom del rei Alfons el Cast.
3. Permetre que els vassalls dels Erill provoquessin danys als vassalls dels Pallars, i al mateix comte, per valor de 900 sous. Malgrat que els dos senyors feudals havien fet una treva amb motiu de l'empresonament d'Arnau Mir a Navarra.
4. Forçar un tal Pere de Bardet, vassall del comte, a esdevenir vassall dels Erill.
5. Rebutjar de fer el degut servei feudal tant al seu senyor, el comte Arnau Mir, com al fill d'aquest, Ramon VI de Pallars Jussà.
6. No pagar els deutes que té amb altres vassalls d'Arnau Mir.
7. Confiscar propietats feudals valorades en 990 sous situades als pobles de Vallbona i Bonausa
8. Haver pres la Vall d'Aran a Ramon de Valsegne, que aquest tenia com a penyora d'un cobrament de 1.000 sous. Com que tampoc li va pagar els 1.000 sous que corresponien a Valsegne, es valorava que el dany comès al comte Arnau Mir era d'uns 990 sous.
9. Haver acceptat un pacte a Lleida i Agramunt que després no va complir. Com a conseqüència, Arnau Mir havia hagut de cedir davant del seu exsogre, el comte Ermengol VI d'Urgell, no només que el lliurava d'aquell acord sinó a més a més que els seus homes no podrien entrar ni a Lleida ni a Agramunt.
10. Un tal Berivizio havia ferit Pere de Castellnou, nebot i vassall del comte Arnau Mir, i fins i tot havia matat un tal Ros que era de Montanyana.
11. Un tal R. de Sant Sadurní (segurament de Sant Serni) havia robat 20 mules i ases d'un tal Sanç.
12. Permetre que els vassalls dels Erill provoquessin danys a la gent de la Vall de Benasc per valor de 994 sous.
13. Establir una fira o mercat als seus dominis, i prohibir als seus vassalls anessin a la fira de Casteglo (segurament Castelló d'Encús). De fet, Arnau Mir es queixava no només d'haver creat la seva fira abans, sinó que fins i tot ho havia fet amb el consentiment de Ramon III d'Erill.

### Els termes del bisbat d'Urgell
La importància del comte Arnau Mir també quedà palesa quan va intervenir en les discussions sobre la frontera disputada entre el Bisbat d'Urgell i el Bisbat de Roda. Finalment un legat papal, l'arquebisbe d'Arle Guillem Monge, va arbitrar un pacte entre les parts el 1140; però seguint el consell (cum consilio) del comte del Pallars Jussà Arnau Mir, el qual va signar el document (convenientia) com a testimoni. Altres poderosos locals consultats foren el comte Artau III del Pallars Sobirà, i el senyor Pere II d'Erill.

### Darrers anys
El 1168, ja a finals del seu govern, se sap que va atorgar una carta de franquesa a Vilanova de Pallars (actualment anomenat Palau de Noguera).
Malgrat la forta projecció exterior que protagonitzà en vida, a la seva mort el comtat es va mantenir poc estable, fins que va desaparèixer disset anys més tard: Com que l'hereu va morir jove i deixà com a hereva una única filla, una nena molt petita anomenada Valença, la tutoria va recaure a l'àvia Òria d'Entença (esposa d'Arnau Mir). Així doncs, a finals del segle xii els comtats pirinencs, entre ells els dos Pallars, estaven en mans femenines, i eren elles qui marcaven la política en els seus dominis.